# Teófilo Cubillas
Teófilo Juan Cubillas Arizaga (Lima, 1949. március 8. –) perui labdarúgó, edző. Az IFFHS minden idők legjobb perui játékosának választotta.

## Pályafutása
Peru egyik legsikeresebb csapatánál az Alianza Limánál kezdte 16 évesen a karrierjét. Becenevét is itt kapta gyermeki tekintete miatt. 1972-ben gólkirály lett a Libertadores-kupában és dél-amerikai év játékosa díjat is a vitrinjébe tehette.

### A válogatottban
1969. július 17-én mutatkozott be a perui nemzeti csapatban a Kolumbia elleni barátságos mérkőzésen, ahol meg is szerezte első válogatott találatát. Cubillas két világbajnokságon húzhatta magára a címeres mezt 1970-ben és 1978-ban. Ezeken a rendezvényeken egyaránt 5-5 gólt szerzett. 1978-ban másodikként végzett a gólkirályi versenyben Mario Kempes után.

## Fordítás
- Ez a szócikk részben vagy egészben  a   Teófilo Cubillas című spanyol Wikipédia-szócikk fordításán alapul.  Az eredeti cikk szerkesztőit annak laptörténete sorolja fel. Ez a jelzés csupán a megfogalmazás eredetét és a szerzői jogokat jelzi, nem szolgál a cikkben szereplő információk forrásmegjelöléseként.